# Der große Edison
Der große Edison (Originaltitel: Edison, the Man) ist der Titel einer US-amerikanischen Filmbiografie aus dem Jahr 1940 mit Spencer Tracy in der Hauptrolle des Erfinders Thomas Alva Edison.
Zwei Monate vor Der große Edison hatte MGM als Teil einer zusammenhängenden Edison-Filmbiografie den Film Der junge Edison (Young Tom Edison) in die Kinos gebracht, in dem Mickey Rooney den jugendlichen Edison verkörperte.

## Handlung
Während der Feierlichkeiten zum 50. Geburtstag der Glühlampe erinnert sich Thomas Alva Edison an sein Leben.
1869, noch als junger Telegraphist, begibt sich Edison nach New York und versucht Geldgeber für seine Forschungen zu finden. Endlich findet sich in General Powell, dem Präsidenten der Western Union, ein Geldgeber. Es gelingt ihm, eine seiner Erfindungen für 40.000 Dollar zu verkaufen. Dieser Erfolg erlaubt ihm die Heirat mit seiner großen Liebe Mary Stillwell und die Eröffnung seiner Forschungslabors in Menlo Park. In den nächsten Jahren gelingt ihm die Entwicklung des Phonographen.
Als einer seiner Mitarbeiter entgegen der Wahrheit behauptet, Edison sei die Erfindung der Glühlampe gelungen, wird Edison, auf Betreiben des Gasaktionärs Taggart, von der Wissenschaftlichen Gemeinschaft mit Verachtung gestraft. Nach unzähligen Versuchen gelingt ihm schließlich doch noch die Entwicklung einer praktikablen Glühlampe. Edison soll einen Straßenzug New Yorks elektrisch beleuchten, doch sein Widersacher Taggart setzt eine Frist von sechs Monaten hierfür durch. Für Edison beginnt ein Wettlauf gegen die Zeit.

## Hintergrund
Der große Edison und der kurz zuvor gedrehte Film Der junge Edison mit Mickey Rooney als jugendlichem Edison wurden von MGM gemeinsam als zweiteilige Filmbiografie geplant. In den Jahren zuvor waren in Hollywood viele erfolgreiche Filmbiografien entstanden, und auch MGM wollte von diesem Trend profitieren.

## Auszeichnungen
Der Film wurde bei der Oscarverleihung 1941 in Kategorie Beste Originalgeschichte nominiert.

## Kritiken
- Lexikon des Internationalen Films: „Zweiter Teil des unterhaltsam-lehrreichen biografischen Films um den großen Erfinder Thomas Edison.“[1]
- Prisma: „Mickey Rooney war auf überzeugende Weise der ‚junge Tom Edison‘, Spencer Tracy spielt nicht minder überzeugend den ‚großen Edison‘. (...) Zu dem biographischen Film "Der große Edison" schrieb der Kritiker der New York Times: „Tracy erfüllt seine Rolle mit großer Menschlichkeit und Vitalität. Er ist nachdenklich und aufbrausend, liebevoll und immer ein wenig rätselhaft. Der Film ist als Ganzes gesehen genauso kunstvoll und fehlerlos gemacht wie Edisons Erfindungen es waren.“ Der Kritiker Frank Nugent, der glaubte, Tracy habe es schwer gegen den "jungen Tom Edison" Mickey Rooney, hatte sich geirrt.“[2]